# Cádiar
Cádiar é um município da Espanha na província de Granada, comunidade autónoma da Andaluzia, de área 47 km² com população de 1671 habitantes (2007) e densidade populacional de 35,55 hab./km².

## Demografia
| Variação demográfica do município entre 1991 e 2004 | Variação demográfica do município entre 1991 e 2004 | Variação demográfica do município entre 1991 e 2004 | Variação demográfica do município entre 1991 e 2004 |
| --------------------------------------------------- | --------------------------------------------------- | --------------------------------------------------- | --------------------------------------------------- |
| 1991                                                | 1996                                                | 2001                                                | 2004                                                |
| 2057                                                | 1754                                                | 1676                                                | 1567                                                |